# Schachtführung
Als Schachtführung bezeichnet man Schachteinbauten, die dazu dienen, dass die Fördergutträger in der Spur des jeweiligen Schachttrumms bleiben. Schachtführungen werden entweder aus speziellen Hölzern oder aus Stahl gefertigt.

## Grundlagen
Wird ein Fördergutträger (Förderkorb, Förderkübel, Fördertonne) im Schacht bewegt, dann kommt es aufgrund von Seildrehungen oder ungleichmäßigen Beladungen zu seitlichen Pendelbewegungen des Fördergefäßes und zu Schwingungen des Förderseiles. Damit diese Bewegungen nicht zu groß werden, zwingt man das Fördergefäß durch eine Führungseinrichtung in die vorgesehene Spur. Bis in die Mitte des 20. Jahrhunderts hatten Schachtführungen auch die Aufgabe, bei einem Seilbruch das Fördergefäß bei Ansprechen der Fangvorrichtung zu halten. Als Schachtführungen mussten zu diesem Zweck Spurlatten, auch Leitbäume genannt, aus Holz verwendet werden. Je nach Anordnung und Form der Schachtführung unterscheidet man Kopf-, Seiten- und Eckführungen.

## Arten der Schachtführung

Fördertonne mit Schachtführung und Führungsschlitten

Zur Führung der Fördergutträger werden bei seigeren Schächten Spurlatten, Führungsseile oder Winkelstähle verwendet. In tonnlägigen Schächten werden Schienen oder auch andere Stahlprofile verwendet. Die Führungseinrichtungen sollen zwischen den Fördergefäßen einen Mindestabstand von 0,1 Meter gewährleisten.

### Kopfführung
Die Kopfführung gilt als die sicherste Führung. Bei der Kopfführung werden die Fördergutträger mittels Führungsschuhen oder Rollensätzen an den im Schacht fest montierten Spurlatten geführt. Die Führungsschuhe oder Rollensätze befinden sich an der Kopfseite des Fördergefäßes. Die Führungsschuhe oder Rollensätze werden zwischen den einzelnen Tragböden auf beiden Seiten des Förderkorbes angebracht. Die Anzahl der Führungsschuhe ist von der Höhe des Förderkorbes abhängig. Bei der Kopfführung wird der Schachtquerschnitt am besten ausgenutzt, aus diesem Grund ist die Kopfführung auch die am meisten verwendete Schachtführung. Bei der Gestellförderung bietet die Kopfführung auch eine gute Sicherung gegen das Abrollen der Förderwagen. Nachteilig ist jedoch bei dieser Führung, dass die Führungseinrichtung zur Beschickung der Förderkörbe an den Anschlägen unterbrochen werden muss. Besonders nachteilig wirkt sich dieses aus, wenn von mehreren Sohlen gefördert werden muss, insbesondere dann, wenn die jeweiligen Förderkörbe nur niedrige Gestelle oder nur zwei Tragböden haben.

### Seitenführung
Bei der Seitenführung werden ebenfalls Spurlatten zur Führung des Fördergutträgers verwendet. Neben den üblichen Spurlatten aus Holz oder Stahl können auch Schienenführungen als Spurlatten verwendet werden. Die Führungseinrichtungen befinden sich bei der Seitenführung an den geschlossenen Seite des Fördergutträgers. Diese Form der Schachtführung eignet sich nur für Fördergutträger mit annähernd quadratischem Querschnitt. Da diese Schachtführung auch an den Sohlen nicht unterbrochen werden muss, eignet sich die Seitenführung besonders dann, wenn von mehreren Sohlen gefördert werden muss. Dieser Vorteil der Seitenführung wird auch dann in Schächten genutzt, wenn schmale längliche Fördergutträger verwendet werden. Allerdings werden hierbei dann auf einer Seite zwei Führungsstränge angebaut. Eine Sonderform der Seitenführung ist die Briartsche Führung. Diese Art der Schachtführung ist besonders für lange und schmale Förderkörbe geeignet. Hierbei wird die Führungseinrichtung nur an einer Seite angebracht, allerdings werden hierbei zwei Führungsstränge verwendet. Diese Führungsstränge müssen aus Stahl sein.

### Eckführung
Die Eckführung wird angewandt, wenn bei der Kopfführung im Bereich der Anschläge die Spurlattenführung unterbrochen werden muss. Hierzu werden an den Anschlägen entsprechend dimensionierte Winkelstähle montiert. Die Winkelstähle geben dem Förderkorb eine zusätzliche seitliche Stabilität. Dies ist beim Aufschieben von Förderwagen erforderlich, damit der Förderkorb beim Aufschiebevorgang nicht seitlich ausweichen kann. Diese Art der Schachtführung wird sowohl bei niedrigen als auch bei hohen Fördergestellen eingesetzt. Eckführungen können im ganzen Schacht durchgehend als Führungseinrichtung eingebaut werden, in diesem Fall gelten die Eckführungen gemäß den Richtlinien als Spurlatten.

### Seilführung
Bei dieser Form der Schachtführung werden die Fördergutträger mittels Stahlseilen, die als Führungsseile dienen, geführt. Die Führungsseile werden über- und untertage an speziellen Seilaufhängungen verspannt. Für jeden Fördergutträger und für jedes Gegengewicht müssen vier Seile eingebaut werden. Bei Abteufanlagen und bei schmalen Gegengewichten werden nur zwei Führungsseile benötigt. Da die Führungsseile nur an zwei Stellen verspannt werden müssen und keine weiteren Widerlager erforderlich sind, entfallen die für die Befestigung der Führungseinrichtungen erforderlichen Einstriche. Die Führungsseile sind leicht einzubauen und benötigen nur geringe Wartung und Instandhaltung. In trockenen Schächten halten die Führungsseile im Durchschnitt 20 Jahre. Bedingt durch den Fortfall der Einstriche bietet sich dem Wetterstrom auch ein geringer Widerstand. Auch werden die Fördergutträger ideal und stoßfrei durch den Schacht geführt. Allerdings eignet sich die Seilführung nur bei geraden und lotrechten Schächten. Als Förderseile sind nur drallfreie Seile geeignet. Zwischen den Fördergefäßen muss ein Mindestabstand von 0,3 Meter vorhanden sein. Aus diesem Grund wird der Schachtquerschnitt nur schlecht ausgenutzt. Im britischen Bergbau wurde die Seilführung mit speziellen patentverschlossenen Förderseilen angewandt. Im deutschen Bergbau wird die Seilführung nur wenig angewandt.